# Malabo Kings Basketball Club
Le Malabo Kings est un club équatoguinéen de basket-ball basé à Malabo, capitale du pays.

## Historique
Le club dispute la Coupe d'Afrique des clubs champions de basket-ball en 2011, 2013 et 2014.

## Palmarès
- Championnat de Guinée équatoriale
  - Champion : 2013[1]